# Městská knihovna Písek
Městská knihovna Písek je univerzální veřejná knihovna s regionálními funkcemi, jejímž zřizovatelem je město Písek. Byla založena již v roce 1841 a patří tak k nejstarším veřejným městským knihovnám v České republice. Od roku 2019 sídlí v moderní, nově zrekonstruované budově základní školy J. A. Komenského na Alšově náměstí. Autorem rekonstrukce je Ing. Jan Svoboda z ABS architekti.

## Historie
Městská knihovna Písek je jednou z nejstarších českých městských veřejných knihoven. Byla založena dr. Řehořem Zeithammerem, poprvé byla otevřena 1. 11. 1841. Knihovna vznikla díky darům, peněžním i knižním. Knihy darovali třeba J. Jungmann, F. Palacký, V. Hanka, krajský hejtman Josef Schrenk, tiskař Wetterle i sám Ř. Zeithammer.
Potřeba a cena pořádného vzdělání lidu jest tak zřetelná, že jeden každý lidomil se ohlíží po prostředcích, jak by k tomu dle možnosti přispěl. Mezi nejoučinlivější patří dobré knihy a zřízení kniháren, jichž by i člověk potřebný oučasten býti mohl, jest jistě něco, čehož se všeobecně požaduje …
Řehoř Zeithammer, 
Své sídlo měla na Grégrově (dnešním Alšově) náměstí v budově bývalého gymnázia. Koncem 19. století již o knihovnu veřejnost nejevila zájem, knihovní fond byl zastaralý, prostory nevyhovující. V roce 1904 byla knihovna sloučena s moderní knihovnou Sokola a knihovníkem se stal František Lipš. Roku 1920 bylo otevřeno hudební oddělení a v roce 1927 vzniklo oddělení cizojazyčné literatury. Od roku 2003 je zřizovatelem instituce město Písek a knihovna nese název Městská knihovna Písek.

## Současnost
V roce 2019 měla knihovna 6039 čtenářů, z tohoto počtu bylo 1767 dětí. Ve stejném roce bylo evidováno 164 964 návštěv knihovny a čtenáři si vypůjčili celkem 252 357 dokumentů. Za svou činnost získala Městská knihovna Písek cenu SKIP a stala se Městskou knihovnou roku 2019.

## Oddělení knihovny
Městská knihovna Písek disponuje následujícími odděleními:
- Centrální hala služeb
- Oddělení beletrie
- Naučná literatura
- Čítárna
- Studovna
- Dětské oddělení
- T-zóna
- Digitální učebna
- Jazyková učebna, jazykový kout
- Řemeslná dílna, řemeslný kout
- Foyer
- Multifunkční sál
- Kavárna

## Služby
Městská knihovna Písek nabízí knihovnické a informační služby:
- prezenční i absenční půjčování knih, časopisů, periodik, zvukových nosičů, notových zápisů, map a průvodců
- společenské hry, stavebnice, hračky
- kopírování, tisk, vazba, laminace, balení knih, učebnic a sešitů
- PC, veřejný internet, Wi-Fi
- přístup do právního systému Codexis
- tvorba rešerší
- meziknihovní výpůjční služba
- knihobudka (Palackého sady), výměnná knihovnička[12]

### Vzdělávání a kultura
- vzdělávací lekce pro MŠ, ZŠ i SŠ
- kurzy, odborné semináře
- lektorované workshopy, přednášky, besedy, autorská čtení
- tematicky zaměřené příměstské tábory
- výstavy

## Pobočky
Kromě hlavní budovy Městské knihovny v Písku můžete navštívit některou z jejích 4 poboček:
- Pobočka Hradiště, Družstevní 61, Písek
- Pobočka Nábřeží 1. máje, Nábřeží 1. máje 2142, Písek
- Pobočka Seniorský dům, SeneCura SeniorCentrum, Čelakovského 8, Písek
- Pobočka ZŠ T. Šobra (pouze pro děti), v budově ZŠ Tomáše Šobra, Šobrova 2070, Písek

## Galerie

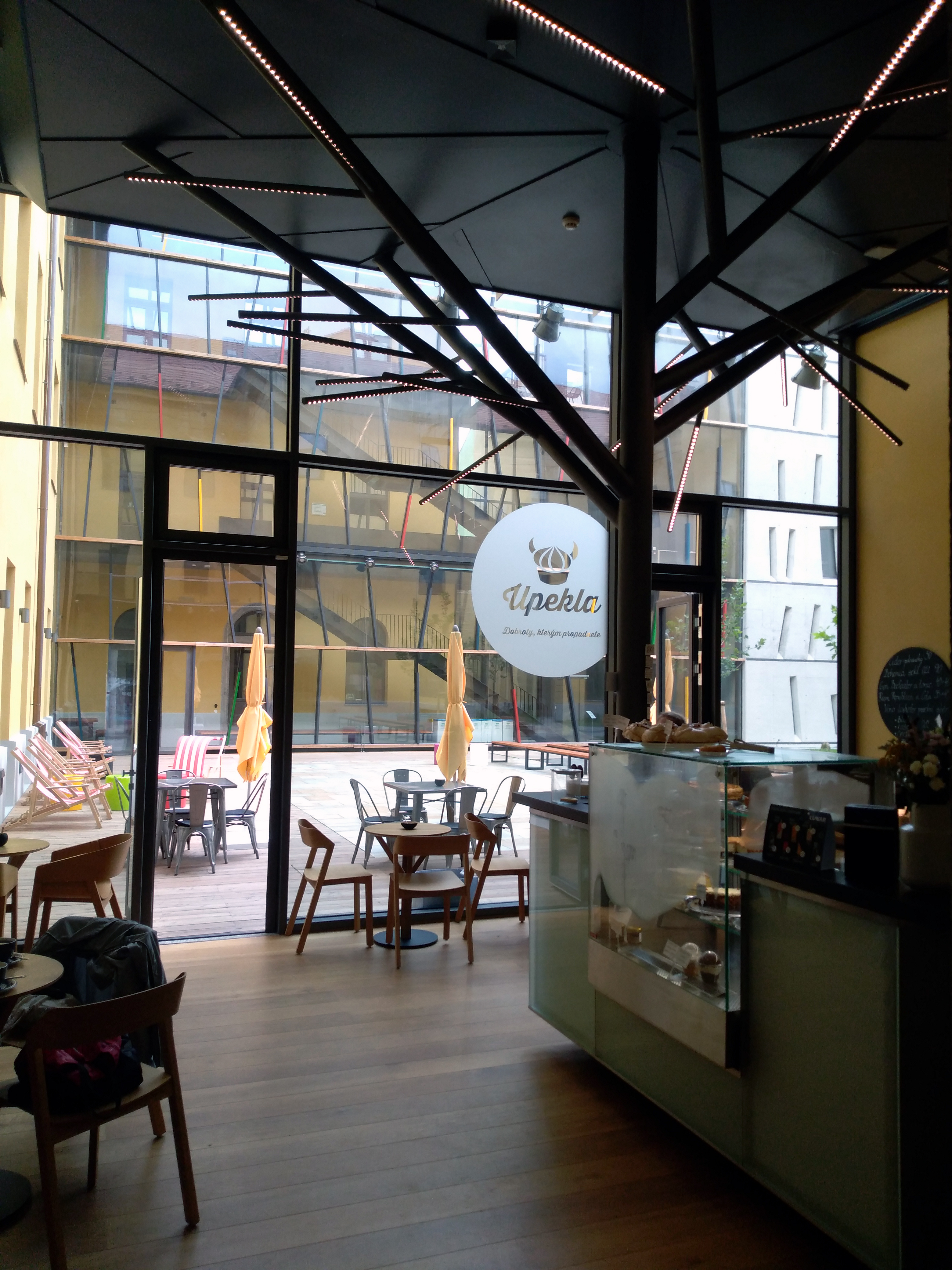
Kavárna v nové budově
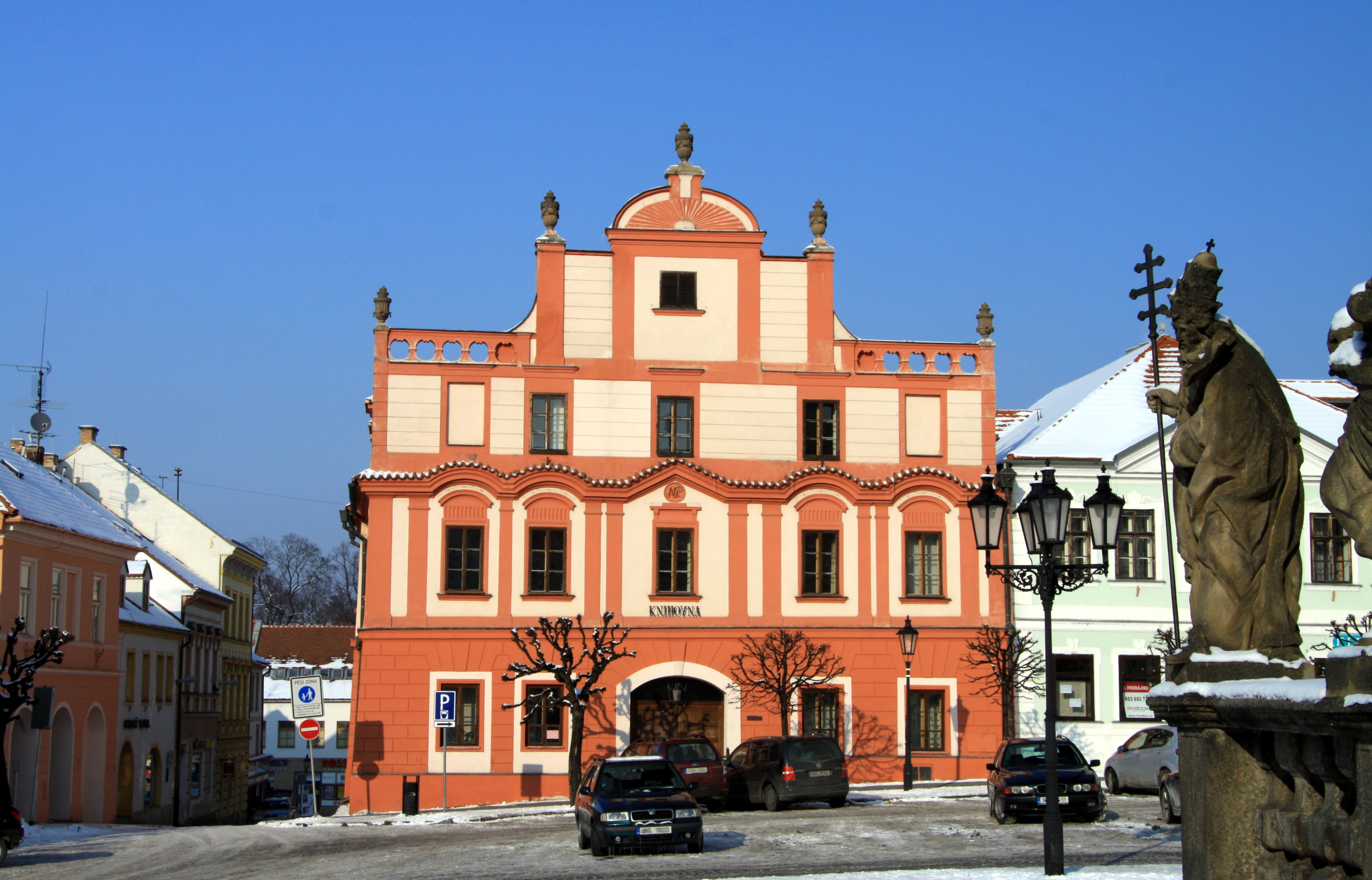
stará budova MěK Písek
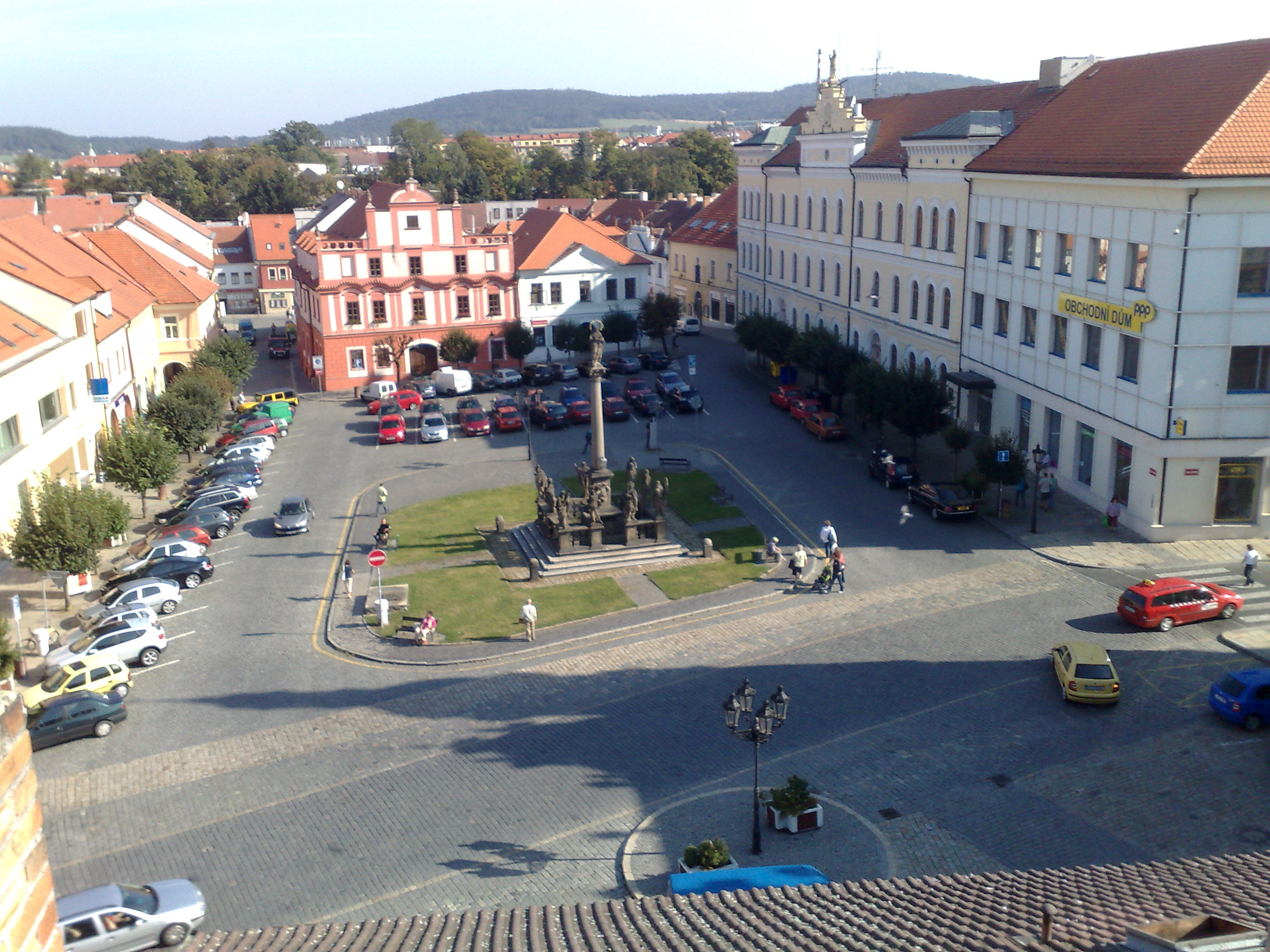
Alšovo náměstí se starou i novou budovou MěK
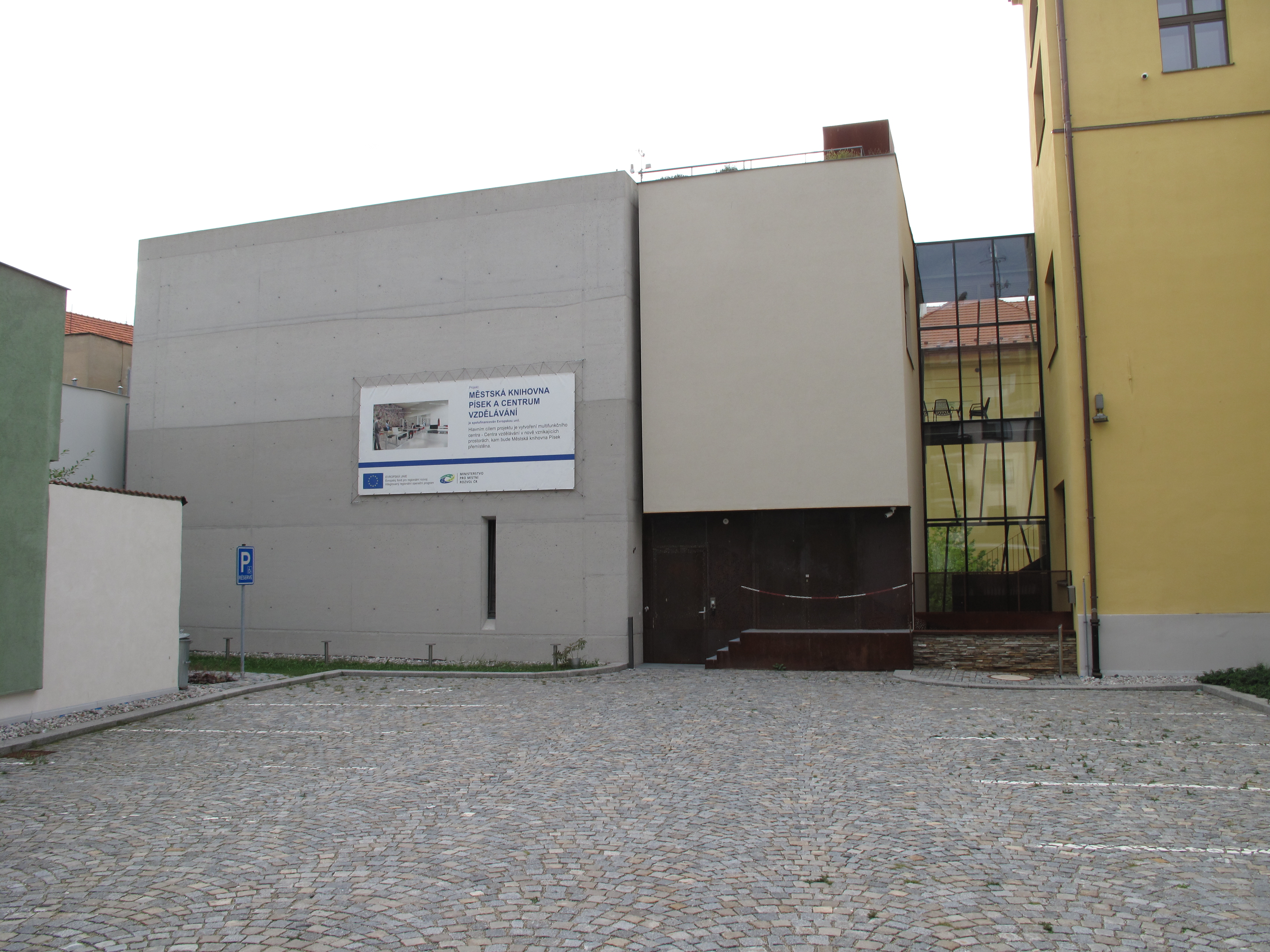
Nově vybudovaná část směrem do Soukeniceké
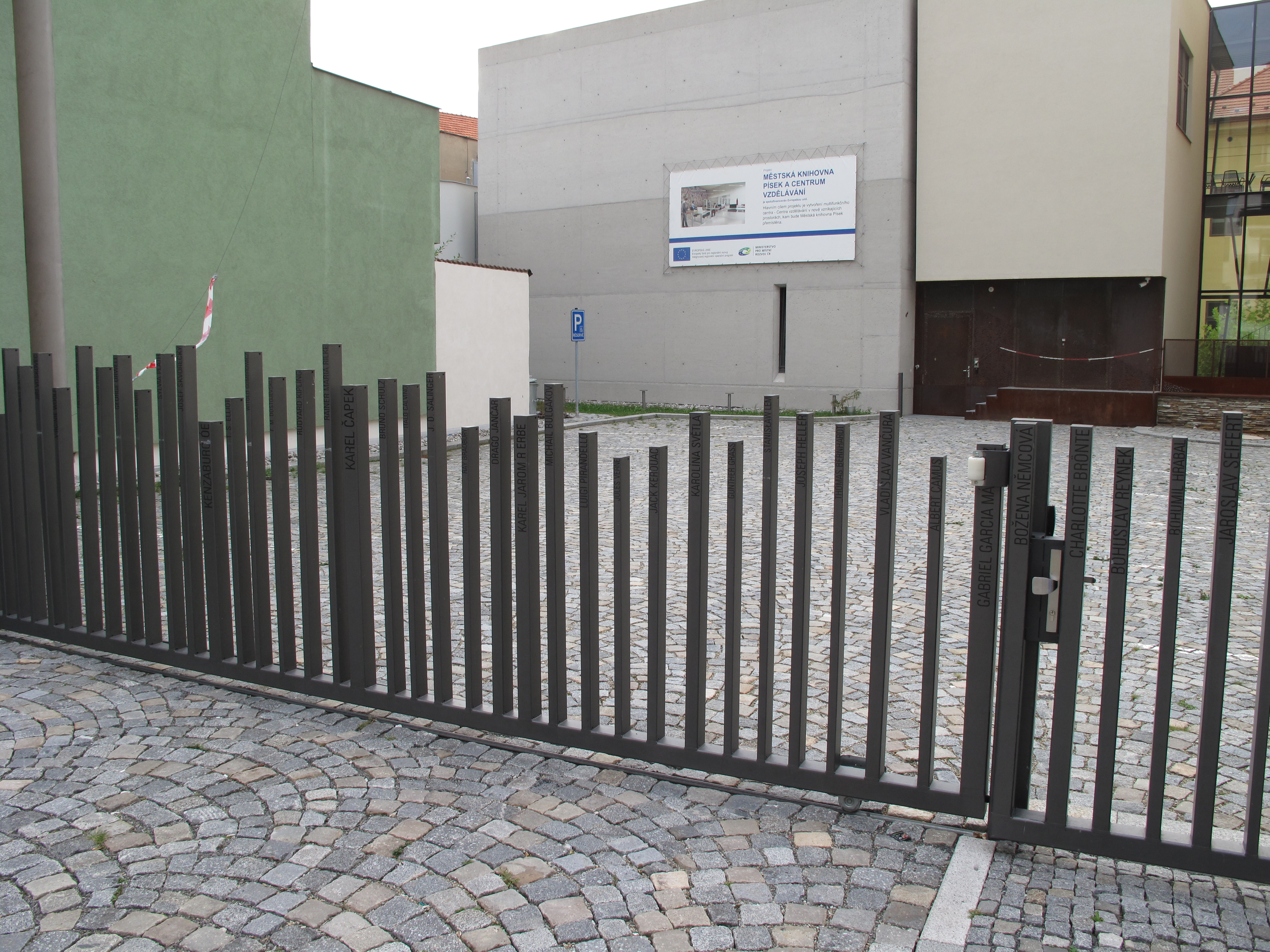
Vrata připomínající řadu knih